# Munír Búkadída
Mounir Boukadida (arabul: منير بوقديدة; Szúsza, 1967. október 24. –) tunéziai labdarúgóhátvéd.